# NBA-Draft 2006

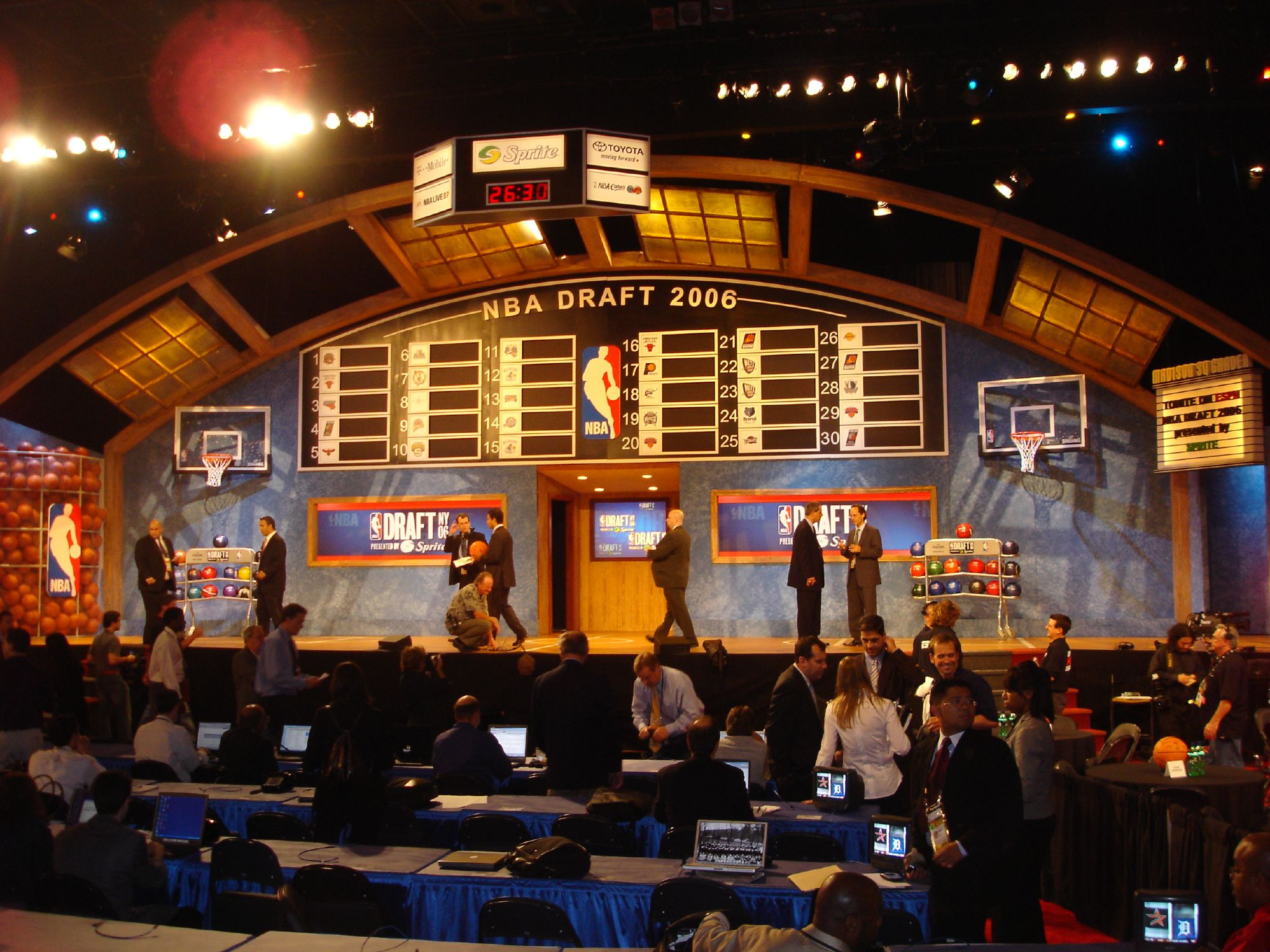
Der NBA-Draft 2006 im Madison Square Garden

Der NBA-Draft 2006 wurde am 28. Juni 2006 im Madison Square Garden in Manhattan, New York City durchgeführt. In zwei Runden wurden jeweils 30 Spieler von NBA-Teams ausgewählt.
Dies war der erste NBA-Draft, bei dem keine Highschool-Spieler mehr zugelassen wurden. Es durften sich nur noch Spieler zum Draft anmelden, die bis zum Ende des Jahres 19 Jahre alt wurden. US-amerikanische Spieler mussten sich zudem noch mindestens ein Jahr nach ihrem Highschool-Abschluss befinden.
An erster Stelle wurde der Italiener Andrea Bargnani von den Toronto Raptors ausgewählt. Damit war er der erste europäische Spieler, der im NBA-Draft an erster Stelle gewählt wurde.
Mit Thabo Sefolosha wurde der erste Schweizer in der NBA-Geschichte gedraftet.

## Runde 1
| Pick | Spieler                 | Nationalität       | NBA Team                                            | vorheriges Team/College               |
| ---- | ----------------------- | ------------------ | --------------------------------------------------- | ------------------------------------- |
| 1    | Andrea Bargnani (PF)    | Italien            | Toronto Raptors                                     | Benetton Treviso (Italien)            |
| 2    | LaMarcus Aldridge (PF)  | Vereinigte Staaten | Chicago Bulls (nach Portland transferiert)          | University of Texas at Austin         |
| 3    | Adam Morrison (SF)      | Vereinigte Staaten | Charlotte Bobcats                                   | Gonzaga University                    |
| 4    | Tyrus Thomas (PF)       | Vereinigte Staaten | Portland Trail Blazers (nach Chicago transferiert)  | Louisiana State University            |
| 5    | Shelden Williams (PF)   | Vereinigte Staaten | Atlanta Hawks                                       | Duke University                       |
| 6    | Brandon Roy (SG)        | Vereinigte Staaten | Minnesota Timberwolves (nach Portland transferiert) | University of Washington              |
| 7    | Randy Foye (SG)         | Vereinigte Staaten | Boston Celtics (nach Minnesota transferiert)        | Villanova University                  |
| 8    | Rudy Gay (SF)           | Vereinigte Staaten | Houston Rockets (nach Memphis transferiert)         | University of Connecticut             |
| 9    | Patrick O’Bryant (C)    | Vereinigte Staaten | Golden State Warriors                               | Bradley University                    |
| 10   | Mouhamed Sene (C)       | Senegal            | Seattle SuperSonics                                 | RBC Verviers-Pepinster (Belgien)      |
| 11   | J. J. Redick (SG)       | Vereinigte Staaten | Orlando Magic                                       | Duke University                       |
| 12   | Hilton Armstrong (C)    | Vereinigte Staaten | New Orleans Hornets                                 | University of Connecticut             |
| 13   | Thabo Sefolosha (SG)    | Schweiz            | Philadelphia 76ers (nach Chicago transferiert)      | Pallacanestro Biella (Italien)        |
| 14   | Ronnie Brewer (SG)      | Vereinigte Staaten | Utah Jazz                                           | University of Arkansas                |
| 15   | Cedric Simmons (PF)     | Vereinigte Staaten | New Orleans Hornets (von Milwaukee Bucks)           | North Carolina State University       |
| 16   | Rodney Carney (SF)      | Vereinigte Staaten | Chicago Bulls                                       | University of Memphis                 |
| 17   | Shawne Williams (SF)    | Vereinigte Staaten | Indiana Pacers                                      | University of Memphis                 |
| 18   | Oleksij Petscherow (PF) | Ukraine            | Washington Wizards                                  | Paris Basket Racing (Frankreich)      |
| 19   | Quincy Douby (SG)       | Vereinigte Staaten | Sacramento Kings                                    | Rutgers University                    |
| 20   | Renaldo Balkman (SF)    | Vereinigte Staaten | New York Knicks (von Denver Nuggets)                | University of South Carolina          |
| 21   | Rajon Rondo (PG)        | Vereinigte Staaten | Phoenix Suns (nach Boston transferiert)             | University of Kentucky                |
| 22   | Marcus Williams (PG)    | Vereinigte Staaten | New Jersey Nets (von Los Angeles Clippers)          | University of Connecticut             |
| 23   | Josh Boone (C)          | Vereinigte Staaten | New Jersey Nets                                     | University of Connecticut             |
| 24   | Kyle Lowry (PG)         | Vereinigte Staaten | Memphis Grizzlies                                   | Villanova University                  |
| 25   | Shannon Brown (SG)      | Vereinigte Staaten | Cleveland Cavaliers                                 | Michigan State University             |
| 26   | Jordan Farmar (PG)      | Vereinigte Staaten | Los Angeles Lakers (von Miami Heat)                 | University of California, Los Angeles |
| 27   | Sergio Rodríguez (PG)   | Spanien            | Phoenix Suns (nach Portland transferiert)           | Estudiantes Madrid (Spanien)          |
| 28   | Maurice Ager (SG)       | Vereinigte Staaten | Dallas Mavericks                                    | Michigan State University             |
| 29   | Mardy Collins (PG)      | Vereinigte Staaten | New York Knicks (von San Antonio Spurs)             | Temple University                     |
| 30   | Joel Freeland (PF)      | England            | Portland Trail Blazers (von Detroit Pistons)        | CB Gran Canaria (Spanien)             |

## Runde 2
| Pick | Spieler                   | Nationalität               | NBA Team                                     | vorheriges Team/College            |
| ---- | ------------------------- | -------------------------- | -------------------------------------------- | ---------------------------------- |
| 31   | James White (SG)          | Vereinigte Staaten         | Portland Trail Blazers                       | University of Cincinnati           |
| 32   | Steve Novak (SF)          | Vereinigte Staaten         | Houston Rockets (von New York Knicks)        | Marquette University               |
| 33   | Solomon Jones (C)         | Vereinigte Staaten         | Atlanta Hawks                                | University of South Florida        |
| 34   | Paul Davis (C)            | Vereinigte Staaten         | Los Angeles Clippers (von Charlotte Bobcats) | Michigan State University          |
| 35   | P.J. Tucker (SF)          | Vereinigte Staaten         | Toronto Raptors                              | University of Texas at Austin      |
| 36   | Craig Smith (PF)          | Vereinigte Staaten         | Minnesota Timberwolves (von Boston Celtics)  | Boston College                     |
| 37   | Bobby Jones (SF)          | Vereinigte Staaten         | Minnesota Timberwolves                       | University of Washington           |
| 38   | Kosta Perović (C)         | Serbien                    | Golden State Warriors                        | KK Partizan Belgrad (Serbien)      |
| 39   | David Noel (SF)           | Vereinigte Staaten         | Milwaukee Bucks (von Houston Rockets)        | University of North Carolina       |
| 40   | Denham Brown (SG)         | Kanada                     | Seattle SuperSonics                          | University of Connecticut          |
| 41   | James Augustine (PF)      | Vereinigte Staaten         | Orlando Magic                                | University of Illinois             |
| 42   | Daniel Gibson (PG)        | Vereinigte Staaten         | Cleveland Cavaliers (von Philadelphia 76ers) | University of Texas at Austin      |
| 43   | Marcus Vinicius (SF)      | Brasilien                  | New Orleans Hornets                          | Objectivo São Carlos (Brasilien)   |
| 44   | Lior Eliyahu (SF)         | Israel                     | Orlando Magic                                | Hapoel Galil Elyon (Israel)        |
| 45   | Alexander Johnson (PF)    | Vereinigte Staaten         | Indiana Pacers                               | Florida State University           |
| 46   | Dee Brown (PG)            | Vereinigte Staaten         | Utah Jazz (von Chicago Bulls)                | University of Illinois             |
| 47   | Paul Millsap (PF)         | Vereinigte Staaten         | Utah Jazz                                    | Louisiana Tech University          |
| 48   | Wladimir Weremejenko (PF) | Belarus                    | Washington Wizards                           | Dynamo St. Petersburg (Russland)   |
| 49   | Leon Powe (PF)            | Vereinigte Staaten         | Denver Nuggets                               | University of California, Berkeley |
| 50   | Ryan Hollins (C)          | Vereinigte Staaten         | Charlotte Bobcats (von Sacramento Kings)     | UCLA                               |
| 51   | Cheick Samb (C)           | Senegal                    | Los Angeles Lakers                           | Club Basquetbol Cornellà (Spanien) |
| 52   | Guillermo Díaz (SG)       | Puerto Rico                | Los Angeles Clippers                         | University of Miami                |
| 53   | Yotam Halperin (PG)       | Israel                     | Seattle SuperSonics (von Memphis Grizzlies)  | KK Olimpija Ljubljana (Slowenien)  |
| 54   | Hassan Adams (SG)         | Vereinigte Staaten         | New Jersey Nets                              | University of Arizona              |
| 55   | Ejike Ugboaja (F)         | Nigeria                    | Cleveland Cavaliers                          | Union Bank Lagos (Nigeria)         |
| 56   | Edin Bavčić (C)           | Bosnien und Herzegowina    | Toronto Raptors (von Miami Heat)             | KK Bosna (Bosnien und Herzegowina) |
| 57   | Loukas Mavrokefalidis (C) | Griechenland               | Minnesota Timberwolves (von Phoenix Suns)    | PAOK Saloniki (Griechenland)       |
| 58   | Danilo Pinnock (SG)       | Vereinigte Staaten/ Panama | Dallas Mavericks                             | George Washington University       |
| 59   | Damir Markota (SF)        | Kroatien                   | San Antonio Spurs                            | Cibona Zagreb (Kroatien)           |
| 60   | Will Blalock (PG)         | Vereinigte Staaten         | Detroit Pistons                              | Iowa State University              |

## UConn schreibt Geschichte
Von der University of Connecticut wurden vier Spieler in der 1. Runde ausgewählt: Rudy Gay, Hilton Armstrong, Marcus Williams und Josh Boone. Damit wurde gleichgezogen mit dem Rekord der Duke University im NBA-Draft 1999 (Elton Brand, Trajan Langdon, Corey Maggette und William Avery) und dem Rekord der University of North Carolina (Marvin Williams, Raymond Felton, Sean May und Rashad McCants) im NBA Draft 2005.
In der 2. Runde wurde auch noch Denham Brown von den Seattle SuperSonics gedraftet. Damit wurde UConn das erste College in der Geschichte des NBA-Drafts, von dem jemals fünf Spieler in den ersten zwei Draftrunden eines Jahres ausgewählt wurden.

## Nicht gedraftete Spieler
- Louis Amundson ( Vereinigte Staaten), University of Nevada, Las Vegas
- J. J. Barea ( Puerto Rico), Northeastern University
- Brad Buckman ( Vereinigte Staaten), University of Texas at Austin
- Nik Caner-Medley ( Vereinigte Staaten), University of Maryland, College Park
- Chris Copeland ( Vereinigte Staaten), University of Colorado at Boulder
- Mike Gansey ( Vereinigte Staaten), West Virginia University
- Thomas Earl Gardner ( Vereinigte Staaten), University of Missouri
- Justin Gray ( Vereinigte Staaten), Wake Forest University
- Eric Hicks ( Vereinigte Staaten), University of Cincinnati
- Daniel Horton ( Vereinigte Staaten), University of Michigan
- Gerry McNamara ( Vereinigte Staaten), Syracuse University
- Pops Mensah-Bonsu ( England), George Washington University
- Steven Smith ( Vereinigte Staaten), La Salle University
- Kevin Pittsnogle ( Vereinigte Staaten), West Virginia University
- Allan Ray ( Vereinigte Staaten), Villanova University
- Curtis Stinson ( Vereinigte Staaten), Iowa State University
- C. J. Watson ( Vereinigte Staaten), University of Tennessee